# Mihovil Florio
Mihovil Florio (Prčanj, 1794. – Prčanj, 4. veljače 1864.),  hrvatski svećenik i slikar. Bio je pristaša ilirskoga pokreta.
Iz hrvatske obitelji Florio iz Prčanja u Crnoj Gori. Nižu naobrazbu stječe u franjevaca u rodnome mjestu. Odlazi 1812. u Veneciju, gdje pri Liceju sv. Katarine studira teologiju i filozofiju a slikarstvo uči u Francesca Musola. Završivši studij (1816.) postaje svećenikom u Prčanju. Surađivao je s kotorskim biskupima Stjepanom Pavlovićem Lučićem, kojem je od 1828. bio pomoćnik u vizitacijama i Markom Kalogjerom, koji ga je 1857. imenovao apostolskim protonotarom. Pristaša ilirskog pokreta, održavao je prijateljske veze s Lj. Gajem i I. Kukuljevićem Sakcinskim. Uglavnom amaterski i skromno bavio se likovnom umjetnošću i književnošću. Naslikao je nekoliko slika sakralne tematike, osrednje kvalitete i raznolika izraza. Među njima su platno Sv. Petar s ključem i pijetlom (signirano i datirano 1822.) u pinakoteci župne crkve u Prčanju te oltarne pale sv. Jurja u Bogdašićima i sv. Roka u Lepetanima i u Donjoj Lastvi. Pisao je epigrame i elegije, ostavio u rukopisu studije o starokršćanskoj crkvi sv. Tome u Prčanju te životopis kotorskog biskupa M. A. Gregorine.
LIT.: I. Kukuljević Sakcinski: Slovnik umjetnikah jugoslavenskih. Zagreb 1858. — N. Luković: Mihail Florio, slikar i pjesnik (povodom 70. godišnjice smrti). Glas Boke, 2(3!)(1934) 63, str. 3. — K. Prijatelj: Slikar Mihovil Florio. Stvaranje (Cetinje), 18(1963) 1, str. 129–135.